# Ивањевци
Ивањевци (мкд. Ивањевци) су насеље у Северној Македонији, у јужном делу државе. Ивањевци припадају општини Могила.

## Географија
Насеље Ивањевци је смештено у јужном делу Северне Македоније. Од најближег већег града, Битоља, насеље је удаљено 20 km северно.
Ивањевци се налазе у западном делу Пелагоније, највеће висоравни Северне Македоније. Насељски атар је на истоку равничарски, док на западу издиже планина Древеник. Надморска висина насеља је приближно 630 метара.
Клима у насељу је континентална.

## Становништво
Ивањевци су према последњем попису из 2002. године имали 615 становника.
Претежно становништво по последњем попису су етнички Македонци (99%), а остало су махом Цигани.
Већинска вероисповест је православље.